# Бружас, Бронюс
Бро́нюс Бру́жас (лит. Bronius Bružas; 25 марта 1941, Рокишкис) — литовский художник витражист, лауреат Государственной премии Литовской ССР (1983).

## Биография

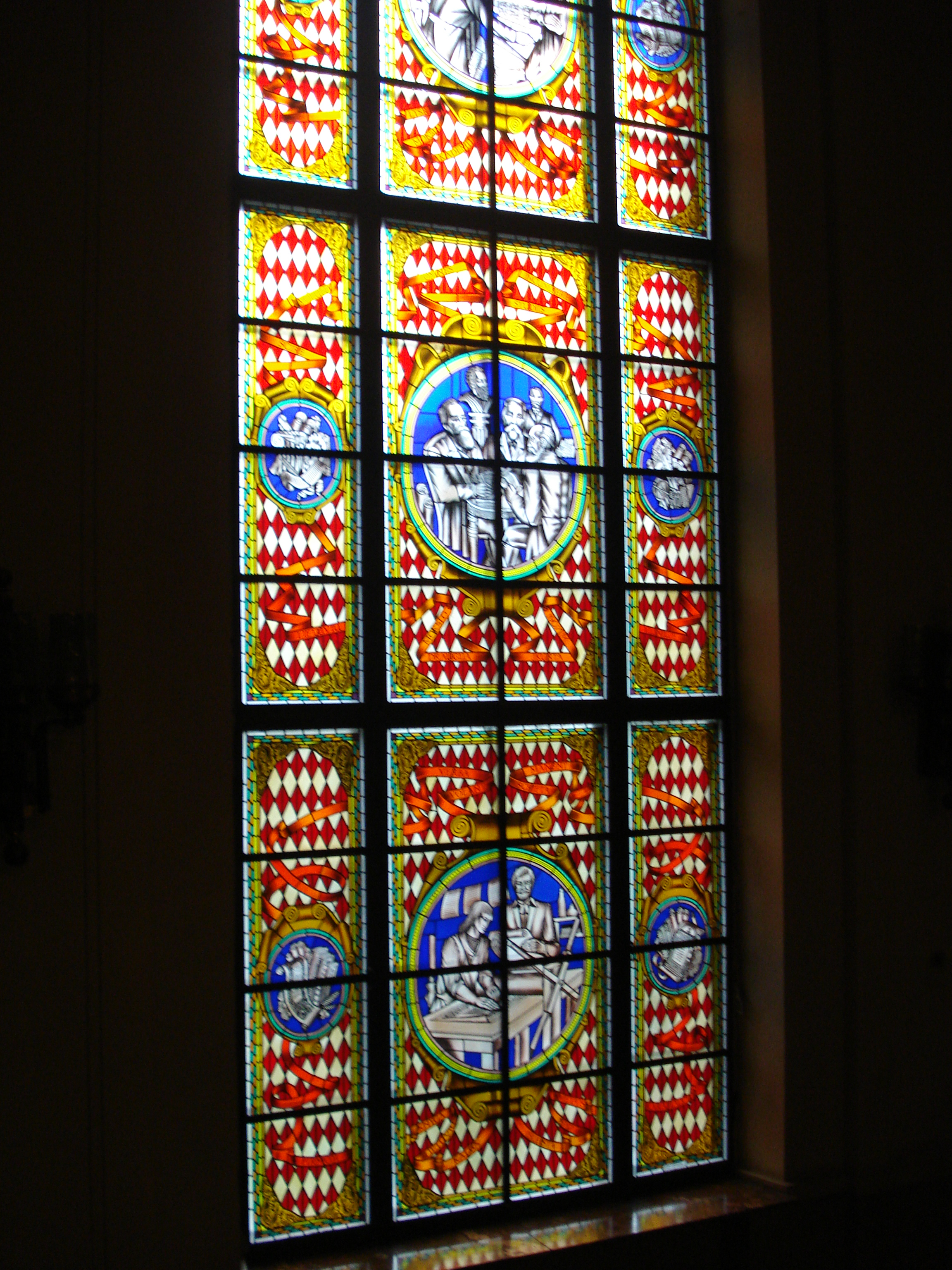
Витраж в Библиотеке Академии наук

Учился в Художественном институте (ныне Вильнюсская художественная академия) в Вильнюсе (1961—1967). В 1969—1985 годах работал на художественном комбинате «Дайле» („Dailė“; художественный руководитель отдела оформления), в 1985—1997 — в Художественной студии скульптуры и монументального искусства („Skulptūros ir monumentaliosios dailės studija“; главный художник) в Вильнюсе. В 1990—2010 годах преподавал в Вильнюсской художественной академии; с 1993 года доцент кафедры монументального искусства.

## Творчество
С 1966 года участвует в выставках в Литве и за рубежом (Финляндия, Польша, Япония, Чехия, Австрия).
Автор витражных миниатюр, декоративных и тематических витражей для интерьеров в различных зданиях (свыше шестидесяти) Литвы. Среди них цикл «История литовской медицины» в вильнюсской больнице Красного Креста (1974), витраж в Библиотеке Академии наук Литвы (1979), циклы витражей в Молодёжном театре (1982), цикл шести витражей в Министерстве культуры Литвы (1985), витражи в костёле Пресвятой Троицы в Панявежисе (1991), а также в зданиях посольств Великобритании, Ватикана, Украины в Вильнюсе (1990—1996), в посольстве Литвы в Москве (1994), в костёле Святого Георгия в Варшаве (1991—2001).

### Цикл витражей в Молодёжном театре
Цикл витражей в Молодёжном театре составляют 10 орнаментальных (в вестибюле; размер каждого 2 х 1,35 м) и 6 сюжетных (в фойе второго этажа) композиций из тонкого цветного стекла, скреплённого полосками свинца. Сюжетные витражи (размером 2,58×0,58 м каждый) вмонтированы в окна, сгруппированные по два. Два центральных изображают Ромео и Джульетту на фоне современного Вильнюса, остальные — деятелей литовской культуры на фоне современных им архитектурных пейзажей: Кристионас Донелайтис, Мартинас Мажвидас, Лауринас Стуока-Гуцявичюс, Миндовг.

### Витраж вБиблиотеке Академии наук
Витраж из тонкого цветного стекла, скреплённого полосками свинца, установлен в окне вестибюля. Композиция витража размером 7×3 м симметричная. По оси симметрии расположены три больших медальона сложной формы с фигурными композициями. С двух сторон их обрамляют 6 медальонов меньшего размера с аллегорическими натюрмортами и орнаменты. Тема фигурных композиций и натюрмортов — история литовской науки: первая литовская книга (внизу), Литовское научное общество (в центре) и современная наука (вверху). Вокруг медальонов расположены литовские и латинские сентенции.